# Філіп Куба
Філіп Куба (чеськ. Filip Kuba; 2 березня 1978, м. Острава, ЧССР) — чеський хокеїст, захисник. 
Вихованець хокейної школи ХК «Вітковіце». Виступав за ХК «Вітковіце», «Кароліна Монаркс» (АХЛ), «Біст-ов-Нью-Гевен» (АХЛ), «Кентуккі Торафблейдс» (АХЛ), «Флорида Пантерс», «Х'юстон Аерос» (АХЛ), «Міннесота Вайлд», «Тампа-Бей Лайтнінг», «Оттава Сенаторс».
В чемпіонатах НХЛ — 778 матчів (68+248), у турнірах Кубка Стенлі — 24 матчі (4+9). В чемпіонатах Чехії — 23 матчі (0+1). 
У складі національної збірної Чехії учасник зимових Олімпійських ігор 2006 і 2010 (13 матчів, 1+1), учасник чемпіонатів світу 2001, 2002 і 2008 (23 матчі, 2+6).
Досягнення
- Бронзовий призер зимових Олімпійських ігор (2006)
- Чемпіон світу (2001)
- Учасник матчу всіх зірок НХЛ (2004).